# Gomesa ramosa
Gomesa ramosa är en orkidéart som först beskrevs av John Lindley, och fick sitt nu gällande namn av Mark W. Chase och Norris Hagan Williams. Gomesa ramosa ingår i släktet Gomesa och familjen orkidéer. Inga underarter finns listade i Catalogue of Life.

## Bildgalleri

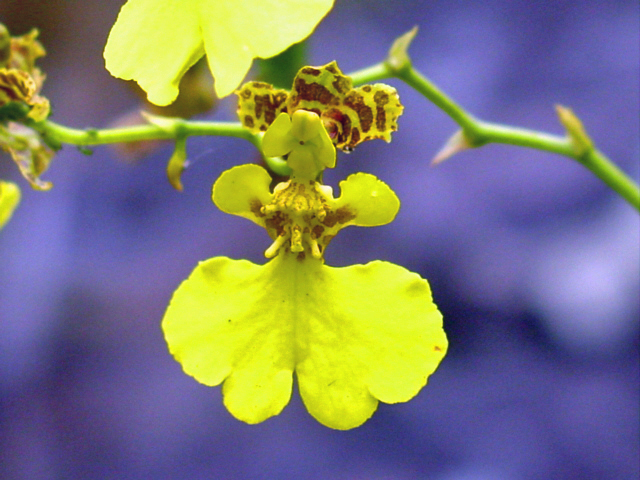
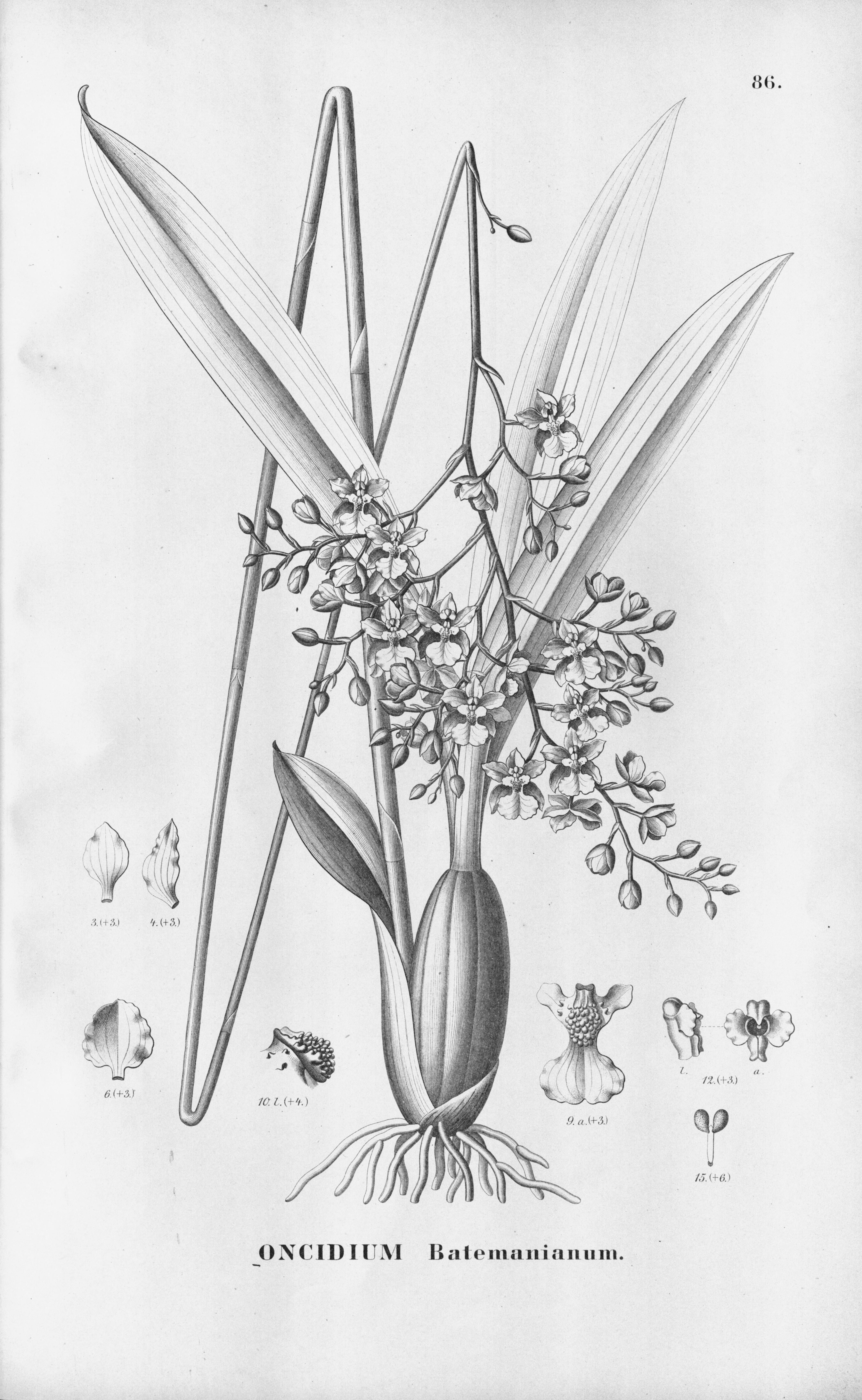